# Jászapáti Petra
Jászapáti Petra (Szeged, 1998. december 31. –) magyar olimpiai bronzérmes gyorskorcsolyázó. Jászapáti Péter rövidpályás gyorskorcsolyázó, ifjúsági olimpikon nővére.

## Pályafutása
2014-ben az ISU WORLD Cupon váltóban 4. helyezést ért el. 2014-ben a Magyar Felnőtt Országos Bajnokságban 1500 méteren 1. helyezést, 500 méteren 2. helyezést, 1000 méteren 1. helyezést, 3000 méteren 1. helyezést ért el.
2015-ben a Magyar Junior Országos Bajnokságon 1500 méteren 1. helyezést, 500 méteren 2. helyezést, 100 méteren 2. helyezést, összetettben 1. helyezést ért el. 2015-ben az ISU European Championshipsen váltóban 3. helyezést ért el. 2015-ben a Felnőtt Országos Bajnokságon 500 méteren 1. helyezést, 1000 méteren 1. helyezést, 1500 méteren 2. helyezést, 1500 méteren SF 2. helyezést ért el, összetett bajnoki címet kapott.
2016-ban az ISU World Junior Championshipen 500 méteren 6. helyezést, 1000 méteren 4. helyezést ért el. 2016-ban a világkupán 1000 méteren 3. helyezést, váltóban 2. helyezést ért el. 2016-ban a II. Ifjúsági Téli Olimpián 500 méteren 2. helyezést, vegyesváltóban 2. helyezést, 1000 méteren 4. helyezést ért el.
2017-ben a Felnőtt Európa Bajnokságon, Torinóban 1500 méteren 6. helyezést, 500 méteren 7. helyezést, 1000 méteren 6. helyezést, váltóban 2. helyezést, összetettben 7. helyezést ért el. 2017-ben az ISU World Junior Championshipsen, Innsbruckban 1500 méteren 3. helyezést, 500 méteren 4. helyezést, 1000 méteren 6. helyezést, 1500 méteren SF 6. helyezést ért el. 2017-ben az ISU World Junior Championshipsen, Drezdában 1500 méteren 5. helyezést ért el. 2017-ben  az ISU World Junior Championshipsen, Rotterdamban 1000 méteren 7. helyezést, 1500 méteren 10. helyezést ért el. A 2018-as téli olimpián 1500 méteren 6. lett. A 3000 méteres női váltó tagjaként negyedik helyet szerzett.
A junior-világbajnokságon a lengyelországi Tomaszów Mazowieckiben ezüstérmet szerzett 500 méteren. 2018 decemberében 500 méteren Világkupa-győztes lett. Ezzel ő lett a szakágban az első női magyar versenyző, aki Világkupán győzni tudott.
A 2019-es Európa-bajnokságon az 5000 méteres váltó tagjaként bronzérmet szerzett.
A 2022-es téli olimpián a 2000 méteres vegyes váltó tagjaként bronzérmes lett. 500 méteren hetedik helyezést ért el.
Kerékpárversenyzőként
2020-ban elindult a pályakerékpáros magyar bajnokságon, ahol a 200 m-es időfutamon, az 500 m-es állórajtos időfutamon és a csapat sprintben is első lett.
A 2022-es Európa-bajnokságon hatodik lett csapatsprintben.
Jászapáti Petra sporttörténelmi sikert ért el a 2025-ös rövidpályás gyorskorcsolya Európa-bajnokságon, amikor 500 méteren aranyérmet szerzett a drezdai versenyen.
A magyar versenyző az elődöntőben remek rajtot vett, és magabiztosan jutott be a fináléba. A döntőben a nagy esélyesek, Arianna Fontana és Xandra Velzeboer összeütköztek, így Jászapáti Petra átvette a vezetést, és elsőként ért célba.
Jászapáti Petra lett az első magyar női versenyző, aki egyéni Európa-bajnoki címet szerzett rövidpályás gyorskorcsolyában

## Díjai, elismerései
- Az év magyar rövidpályás gyorskorcsolyázója (2016, 2017, 2018, 2019[14] 2020, [15] 2021, 2022,[16] 2023[17])
- Magyar Arany Érdemkereszt (2022)